# Seznam hradů v Královéhradeckém kraji
Seznam hradů nacházejících se v Královéhradeckém kraji, seřazených podle abecedy:

## A
- Adršpach
- Aichelburg
- Albrechtice nad Orlicí

## B
- Bolkov
- Brada
- Bradlo
- Břecštejn
- Bystrý

## Č
- Červená Hora

## D
- Dobřany
- Dřel
- Dvůr Králové

## F
- Frymburk

## H
- Hlodný
- Hluky
- Horní Vlčice
- Hrad na Zámeckém vrchu u Trutnova
- Hrad u Bezníka
- Hrad u Božanova
- Hradec Králové

## Ch
- Chábory
- Chlumec nad Cidlinou
- Choustníkovo Hradiště

## J
- Jaroměř (nový hrad)
- Jaroměř (starý hrad)

## K
- Kost

## M
- Miletín
- Mokřice

## N
- Náchod
- Nebákov
- Nové Město nad Metují
- Nový Bydžov
- Nový hrad

## P
- Pařez
- Pecka
- Pěčín
- Potštejn
- Purkhybl
- Pustohrad

## R
- Radvanice
- Rechenburk
- Rotemberk
- Rychmberk
- Rýzmburk

## S
- Skály
- Skuhrov
- Starý Vřešťov
- Střmen

## Š
- Šluspárk

## V
- Velešov
- Veliš
- Velký Vřešťov
- Veselice
- Vízmburk
- Vlčinec
- Vražba
- Výrov

## Ž
- Žacléř
- Železnice